# 위 혜공
위 혜공(衛 惠公, ? ~ 기원전 669년, 재위 기원전 699년 ~ 696년, 687년 ~ 669년)은 중국 춘추전국시대 사람으로, 제16대 위후다. 휘는 朔이다.

## 즉위 전
위 선공과 선강 사이에서 태어났다.
선강과 함께 부군에게 서형 태자 급을 참소해 죽게 만들었으며, 그 과정에서 친형 공자 수도 죽임을 당해 태자 자리를 이어받았다.

## 즉위 후
기원전 700년, 아버지가 죽자 그 뒤를 이었으나, 공자 수의 스승 좌공자 설(洩)과 태자 급을 보좌한 우공자 직(職)은 이를 원망했다.
당시 송나라는 정 여공의 즉위를 도와줬으나, 그 대가로 정나라가 감당할 수 없는 뇌물을 요구하고 노나라의 중재도 받아들이지 않았으므로 정나라 · 노나라와 송나라는 사이가 벌어졌었다. 2월, 혜공은 아직 아버지의 장례를 지내기 전에 위후를 일컫고 송나라 편을 들어 제나라, 연나라와 연합하여 노나라, 정나라, 기나라의 연합군과 싸웠으나, 제 · 송 · 위 · 연 연합군이 노 · 정 · 기 연합군에 대패했다.
이 해 3월에, 아버지의 장사를 지냈다.
재위 2년(기원전 698년), 송나라의 정나라 보복 공격에 군대를 원조했다.
재위 3년(기원전 697년), 위나라에 있던 정 소공이 본국으로 귀환해 정백으로 복위하자, 송 장공, 노 환공, 진 장공과 함께 회합하여 정 여공을 복위시키려고 했으나 실패했고, 재위 4년(기원전 696년)에는 이들이 채 환후까지 끌어들여 다시 정나라를 쳤다. 11월, 좌공자 설과 우공자 직이 공자 검모(黔牟)를 옹립하자 제나라로 달아났다.
기원전 687년, 제 양공이 제후들을 이끌고 위나라를 공격해 공자 금모를 주나라로 추방하고 좌우 공자를 죽이고 혜공을 복위시켰다.
재위 25년(기원전 675년), 주나라에서 다섯 대부가 왕자 퇴를 받들고 동주 혜왕과 싸워 지자, 소자(蘇子)가 자퇴를 모시고 위나라로 망명했고, 혜공은 금모를 주나라에서 받아들인 것을 원망하였으므로 자퇴를 받아들이고 남연과 함께 주나라를 공격해 혜왕을 쫓아내고 자퇴를 옹립했다.
재위 31년(기원전 699년) 여름 5월, 죽었다.